# أوليغ سيرجييف
أوليغ سيرجييف (بالإنجليزية: Oleg Sergeyev)‏ مواليد 29 مارس 1968 في فولغوغراد، جمهورية روسيا السوفيتية الاتحادية الاشتراكية، هو لاعب كرة قدم روسي دولي سابق كان يلعب كمهاجم.

## المسيرة الاحترافية

### أندية لعب لها
- نادي سيسكا موسكو
- نادي الاتحاد السعودي
- نادي سيسكا موسكو
- دينامو موسكو
- لوكوموتيف موسكو
- نادي بالتيكا كالينينغراد

## روابط خارجية
- أوليغ سيرجييف على موقع قاعدة بيانات كرة القدم.إي يو (الإنجليزية)
- أوليغ سيرجييف على موقع ناشيونال فوتبول تيمز (الإنجليزية)
- أوليغ سيرجييف على موقع عالم كرة القدم.نت (الإنجليزية)